# Hallandssamlingen
Vid Högskolan i Halmstad finns i biblioteket en förnämlig specialsamling av Hallandslitteratur. Hallandssamlingens kärna består av Eric Rasmussons donation av hallandslitteratur. Samlingen är omfattande med över 6000 titlar, dess äldsta delar härrör från 1600-talet. 
1600-talslitteraturen består av 20-talet skrifter, exempelvis de tryckta versionerna av fredsfördragen i Brömsebro 1645 och Roskilde 1658.